# Daniel Nordblad
Daniel Carl Immanuel Nordblad, född 23 juni 1886 i Kila församling, Västmanlands län, död 15 september 1952 i Västerås församling i Västmanlands län, var en svensk psykiater.
Efter mogenhetsexamen i Västerås 1905 blev Nordblad medicine kandidat vid Uppsala universitet 1917 och medicine licentiat vid Karolinska Institutet i Stockholm 1924. Han var amanuens vid medicinsk-kemiska institutionen i Uppsala 1908–09, extra läkare vid Säters, Växjö, Östersunds och Vadstena hospital 1918–25, e.o. hospitalsläkare av andra klass vid Vadstena och Växjö hospital 1925–26, därunder assistentläkare vid Linköpings lasarett fyra månader 1925–26, hospitalsläkare av andra klass vid Växjö hospital 1926, av första klass vid Kristinehamns hospital 1926-29 och därefter överläkare vid Salberga sjukhus (statens sinnessjukhus) i Sala.